# Türkiye Kupası 1996/97
Die Türkiye Kupası 1996/97 war die 35. Auflage des türkischen Fußball-Pokalwettbewerbes. Der Wettbewerb begann am 18. September 1996 mit der 1. Runde und endete am 16. April 1997 mit dem Rückspiel des Finales. Im Endspiel trafen Kocaelispor und Trabzonspor aufeinander. Kocaelispor nahm zum ersten Mal am Finale teil und Trabzonspor zum zehnten Mal.
Kocaelispor gewann den Pokal zum ersten Mal. Sie besiegten Trabzonspor im entscheidenden Rückspiel mit 1:0. Im Hinspiel war das Ergebnis ein 1:1-Unentschieden.

## Teilnehmende Mannschaften
Für den türkischen Pokal waren folgende 88 Mannschaften teilnahmeberechtigt:
| 1. Lig die 18 Vereine der Saison 1996/1997 | 2. Liga die 50 Vereine der Saison 1996/1997 | 3. Liga die 20 Vereine aus der Aufstiegsrunde der Saison 1995/1996 |
| Altay İzmir Antalyaspor Beşiktaş Istanbul Bursaspor Dardanelspor Denizlispor Fenerbahçe Istanbul Galatasaray Istanbul Gaziantepspor Gençlerbirliği Ankara İstanbulspor Kocaelispor MKE Ankaragücü Samsunspor Sarıyer GK Trabzonspor Vanspor Zeytinburnuspor | Adana Demirspor Adanaspor Adıyamanspor Afyonspor Alanyaspor Anadolu Hisarı SK Ankara Demirspor Artvin Hopaspor Aydınspor Bakırköyspor Balıkesirspor Beylerbeyi SK Bingölspor Bucaspor Çaykur Rizespor Çorumspor Diyarbakırspor Düzcespor Edirnespor Elazığspor Erzincanspor Erzurumspor Eskişehirspor Gaziosmanpaşaspor Göztepe Izmir Hatayspor İnegölspor Iskenderunspor Karabükspor Karşıyaka SK Kartalspor Kayserispor Kemerspor Konyaspor Kuşadasıspor Malatyaspor Muğlaspor Nişantaşıspor Mersin İdman Yurdu PTT Sakaryaspor Şanlıurfaspor Şekerspor Siirtspor TKI Soma Linyitspor Turgutluspor Ünyespor Yeni Salihlispor Yozgatspor Zonguldakspor | Akçaabat Sebatspor Aksarayspor A.S.K.İ. Spor Batman Petrolspor Bursa Merinosspor Çerkezköyspor Eyüpspor Gaziantep BB Ispartaspor Iskenderun Demir Çelikspor Istanbul BB Izmirspor Keçiörengücü Kurtalanspor Manisaspor Marmarisspor Nevşehir Belediye Gençlik Pendikspor Trabzon Türk Telekomspor Tepecikspor |

## 1. Hauptrunde
Die 1. Hauptrunde fand am 18. September 1997 statt. In dieser Runde traten aus zehn Gruppen 20 Mannschaften der 3. Liga an. Diese Mannschaften belegten während der Saison 1995/96 die Plätze 2 und 3.
Amasyaspor und Mardinspor erhielten ein Freilos und waren für die 2. Hauptrunde direkt qualifiziert.
|                            | Ergebnis              |                       |
| -------------------------- | --------------------- | --------------------- |
| Batman Petrolspor          | 2:1 (0:1)             | Kurtalanspor          |
| Akçaabat Sebatspor         | 1:0 (1:0)             | Trabzon Telekomspor   |
| Aksarayspor                | 2:1 (2:1)             | Nevşehir Spor Gençlik |
| A.S.K.İ. Spor              | 2:0 (0:0)             | Keçiörengücü          |
| Iskenderun Demir Çelikspor | 1:2 (0:1)             | Gaziantep BB          |
| Bursa Merinosspor          | 2:2 n. V. (4:5 i. E.) | Pendikspor            |
| Çerkezköyspor              | 1:2 (1:1)             | Istanbul BB           |
| Izmirspor                  | 0:1 (0:0)             | Manisaspor            |
| Marmarisspor               | 2:1 n. V. (1:1, 0:0)  | Ispartaspor           |
| Tepecikspor                | 7:1 (2:1)             | Eyüpspor              |

## 2. Hauptrunde
Die 2. Hauptrunde wurde am 2. Oktober 1996 ausgetragen. Zu den 10 Siegern aus der 1. Hauptrunde nahmen hier die 50 Mannschaften aus der 2. Liga der Saison 1996/97 teil.
|                     | Ergebnis              |                   |
| ------------------- | --------------------- | ----------------- |
| Akçaabat Sebatspor  | 3:2 (3:0)             | Çaykur Rizespor   |
| Artvin Hopaspor     | 4:3 (2:0)             | Ünyespor          |
| Diyarbakırspor      | 4:1 (3:0)             | Batman Petrolspor |
| Erzincanspor        | 2:2 n. V. (4:2 i. E.) | Erzurumspor       |
| Siirtspor           | 2:0 (1:0)             | Elazığspor        |
| Şanlıurfaspor       | 3:3 n. V. (5:3 i. E.) | Adanaspor         |
| Adana Demirspor     | 4:0 (2:0)             | Hatayspor         |
| Aksarayspor         | 4:2 (2:1)             | Yimpaş Yozgatspor |
| A.S.K.İ. Spor       | 0:3 (0:1)             | Ankara Demirspor  |
| Şekerspor           | 0:3 n. V.             | PTT               |
| Çorumspor           | 1:2 (0:1)             | Zonguldakspor     |
| Düzcespor           | 3:2 n. V. (2:2, 1:1)  | Karabükspor       |
| Gaziantep BB        | 3:2 n. V. (2:2, 0:1)  | Adıyamanspor      |
| Konyaspor           | 0:3 (0:3)             | Kayserispor       |
| Mersin İdman Yurdu  | 2:2 n. V. (4:3 i. E.) | İskenderunspor    |
| Alanyaspor          | 1:0 (1:0)             | Kemerspor         |
| Bakırköyspor        | 1:2 (1:1)             | Beylerbeyi SK     |
| Bucaspor            | 2:1 (2:1)             | Aydınspor         |
| Istanbul BB         | 0:1 (0:1)             | Gaziosmanpaşaspor |
| İnegölspor          | 2:1 (1:1)             | Balıkesirspor     |
| Karşıyaka SK        | 0:0 n. V. (4:5 i. E.) | Göztepe Izmir     |
| Kuşadasıspor        | 2:1 (2:0)             | Turgutluspor      |
| Manisaspor          | 3:2 (1:0)             | Yeni Salihlispor  |
| Marmarisspor        | 5:1 (1:1)             | Muğlaspor         |
| Nişantaşıspor       | 4:1 (2:0)             | Anadolu Hisarı SK |
| Pendikspor          | 2:1 (2:0)             | Edirnespor        |
| Sakaryaspor         | 1:2 (0:0)             | Eskişehirspor     |
| Tepecikspor         | 3:3 n. V. (3:4 i. E.) | Kartalspor        |
| TKİ Soma Linyitspor | 1:3 (0:1)             | Afyonspor         |

## 3. Hauptrunde
Die 3. Hauptrunde wurde am 16. Oktober 1996 ausgetragen. Es spielten die 30 Sieger aus der 2. Hauptrunde gegeneinander.
|                  | Ergebnis              |                    |
| ---------------- | --------------------- | ------------------ |
| Artvin Hopaspor  | 1:2 (0:1)             | Akçaabat Sebatspor |
| Diyarbakırspor   | 1:0 (0:0)             | Siirtspor          |
| Erzincanspor     | 2:1 (1:0)             | Malatyaspor        |
| Adana Demirspor  | 2:1 (0:0)             | Mersin İdman Yurdu |
| Aksarayspor      | 0:4 (0:2)             | Kayserispor        |
| Ankara Demirspor | 2:1 (0:1)             | Eskişehirspor      |
| Gaziantep BB     | 4:1 (2:1)             | Şanlıurfaspor      |
| Zonguldakspor    | 2:3 (0:2)             | Düzcespor          |
| Afyonspor        | 1:1 n. V. (3:4 i. E.) | PTT                |
| Beylerbeyi SK    | 2:1 n. V. (1:1, 0:1)  | Gaziosmanpaşaspor  |
| Bucaspor         | 0:1 (0:1)             | Kuşadasıspor       |
| Kartalspor       | 1:1 n. V. (4:5 i. E.) | İnegölspor         |
| Manisaspor       | 1:3 (0:1)             | Göztepe Izmir      |
| Marmarisspor     | 2:1 (2:1)             | Alanyaspor         |
| Nişantaşıspor    | 3:3 n. V. (2:4 i. E.) | Pendikspor         |

## 4. Hauptrunde
Die 4. Hauptrunde wurde am 30. Oktober 1996 ausgetragen. Zu den 15 Siegern aus der 3. Hauptrunde nahmen hier die Aufsteiger aus der 2. Liga teil.
|                  | Ergebnis              |                    |
| ---------------- | --------------------- | ------------------ |
| Diyarbakırspor   | 1:2 (1:0)             | Gaziantep BB       |
| Erzincanspor     | 3:0 (1:0)             | Akçaabat Sebatspor |
| Adana Demirspor  | 1:0 (1:0)             | Kayserispor        |
| Ankara Demirspor | 0:0 n. V. (4:3 i. E.) | PTT                |
| Düzcespor        | 2:1 (0:1)             | İnegölspor         |
| Beylerbeyi SK    | 1:2 n. V. (1:1)       | Sarıyer GK         |
| Dardanelspor     | 1:0 (0:0)             | Göztepe Izmir      |
| Marmarisspor     | 1:0 (1:0)             | Kuşadasıspor       |
| Pendikspor       | 0:1 (0:1)             | Zeytinburnuspor    |

## 5. Hauptrunde
Die 5. Hauptrunde wurde am  13. und 14. November 1996 ausgetragen. Zu den 9 Siegern aus der 4. Hauptrunde nahmen hier die Erstligisten von Platz 9. bis 15 der Saison 1995/96 teil.
|                       | Ergebnis              |                  |
| --------------------- | --------------------- | ---------------- |
| MKE Ankaragücü        | 4:1 (1:1)             | Erzincanspor     |
| Gaziantep BB          | 5:2 (1:1)             | Düzcespor        |
| Bursaspor             | 1:1 n. V. (4:1 i. E.) | Adana Demirspor  |
| Dardanelspor          | 3:2 n. V. (2:2, 1:0)  | Sarıyer GK       |
| İstanbulspor          | 4:0 (2:0)             | Ankara Demirspor |
| Marmarisspor          | 1:1 n. V. (4:2 i. E.) | Denizlispor      |
| Zeytinburnuspor       | 2:2 n. V. (1:3 i. E.) | Altay Izmir      |
| Gençlerbirliği Ankara | 5:0 (0:0)             | Vanspor          |

## Achtelfinale
Das Achtelfinale wurde vom 26. bis 28. November 1996 ausgetragen. Zu den acht Siegern aus der 4. Hauptrunde nahmen hier die Erstligisten von Platz 1. bis 8 der Saison 1995/96 teil.
|                       | Ergebnis                |                      |
| --------------------- | ----------------------- | -------------------- |
| İstanbulspor          | 2:3 (1:1)               | Beşiktaş Istanbul    |
| MKE Ankaragücü        | 3:1 n. V. (1:1, 0:0)    | Antalyaspor          |
| Gaziantep BB          | 1:4 n. V. (1:1, 0:0)    | Gaziantepspor        |
| Kocaelispor           | 3:0 (1:0)               | Dardanelspor         |
| Samsunspor            | 2:0 (0:0)               | Bursaspor            |
| Altay Izmir           | 0:2 n. V.               | Trabzonspor          |
| Fenerbahçe Istanbul   | 4:0 (1:0)               | Marmarisspor         |
| Gençlerbirliği Ankara | 1:1 n. V. (17:16 i. E.) | Galatasaray Istanbul |

## Viertelfinale
- Hinspiele: 21./22. Januar 1997
- Rückspiele: 4./5. Februar 1997

|                     | Gesamt    |                       | Hinspiel | Rückspiel |
| ------------------- | --------- | --------------------- | -------- | --------- |
| Trabzonspor         | 6:1       | Gençlerbirliği Ankara | 4:1      | 2:1       |
| Gaziantepspor       | (a)3:3(a) | MKE Ankaragücü        | 1:1      | 2:2       |
| Kocaelispor         | 1:0       | Samsunspor            | 1:0      | 0:0       |
| Fenerbahçe Istanbul | 3:4       | Beşiktaş Istanbul     | 2:2      | 1:2       |

## Halbfinale
- Hinspiele: 19. Februar 1997
- Rückspiele: 4./5. März 1997

|               | Gesamt    |                   | Hinspiel | Rückspiel |
| ------------- | --------- | ----------------- | -------- | --------- |
| Gaziantepspor | 0:2       | Trabzonspor       | 0:0      | 0:2       |
| Kocaelispor   | (a)2:2(a) | Beşiktaş Istanbul | 1:0      | 1:2       |

## Finale

### Hinspiel
| Paarung        | Trabzonspor – Kocaelispor |
| Ergebnis       | 1:1 (1:0) |
| Datum          | 19. März 1997 um 18:00 Uhr |
| Stadion        | Hüseyin-Avni-Aker-Stadion, Trabzon |
| Schiedsrichter | Ahmet Çakar |
| Tore           | 1:0 İskender Eroğlu (25.) 1:1 Soner Boz (67.) |
| Trabzonspor    | Nihat Tümkaya – İskender Eroğlu, Mehmet İpek (74. Lemi Çelik), Okan Özke, Abdullah Ercan – Ünal Karaman, Giorgi Nemsadse, Tolunay Kafkas, Schota Arweladse – Fatih Tekke (55. Gotscha Dschamarauli), Hami Mandıralı Cheftrainer: Yılmaz Vural       |
| Kocaelispor    | Dumitru Stângaciu (46. Alper Boğuşlu) – Osman Çakır, Miško Mirković, John Moshoeu, Nuri Çolak – Zeki Önatlı, Tayfur Havutçu, Turan Uzun, Evren Nuri Turhan, Toprak Kırtoğlu – Faruk Yiğit (46. Soner Boz) Cheftrainer: Holger Osieck ( Deutschland) |
| Gelbe Karten   | İskender Eroğlu, Mehmet İpek, Abdullah Ercan – Soner Boz, Turan Uzun |

### Rückspiel
| Paarung        | Kocaelispor – Trabzonspor |
| Ergebnis       | 1:0 (0:0) |
| Datum          | 16. April 1997 um 19:00 Uhr |
| Stadion        | Ismetpaşa-Stadion, İzmit |
| Schiedsrichter | Muhittin Boşat (Istanbul) |
| Tore           | 1:0 Nuri Çolak (85.) |
| Kocaelispor    | Dumitru Stângaciu – Osman Çakır, Miško Mirković, Turan Uzun, John Moshoeu (87. Kaan Dobra) – Nuri Çolak, Toprak Kırtoğlu, Zeki Önatlı (74. Soner Boz), Tayfur Havutçu, Evren Nuri Turhan – Faruk Yiğit (85. Erhan Albayrak) Cheftrainer: Holger Osieck ( Deutschland) |
| Trabzonspor    | Metin Aktaş – Okan Özke, İskender Eroğlu, Ogün Temizkanoğlu, Lemi Çelik (64. Gotscha Dschamarauli) – Giorgi Nemsadse, Ünal Karaman (85. Fatih Tekke), Orhan Çıkırıkçı (72. Çetin Güner), Tolunay Kafkas – Hami Mandıralı, Schota Arweladse Cheftrainer: Yılmaz Vural  |
| Gelbe Karten   | Tayfur Havutçu, Nuri Çolak, Erhan Albayrak, Turan Uzun – Ögün Temizkanoğlu |

## Beste Torschützen
| Rang | Spieler         | Verein         | Tore |
| ---- | --------------- | -------------- | ---- |
| 1    | Burhan Kaba     | Gaziantep BB   | 8    |
| 2    | Cumhur Alan     | Erzincanspor   | 4    |
| 2    | Pablo Ambrosi   | MKE Ankaragücü | 4    |
| 2    | Necdet Karakan  | Gaziantep BB   | 4    |
| 2    | Murat Şahintürk | Nişantaşıspor  | 4    |